# LTU International Airways

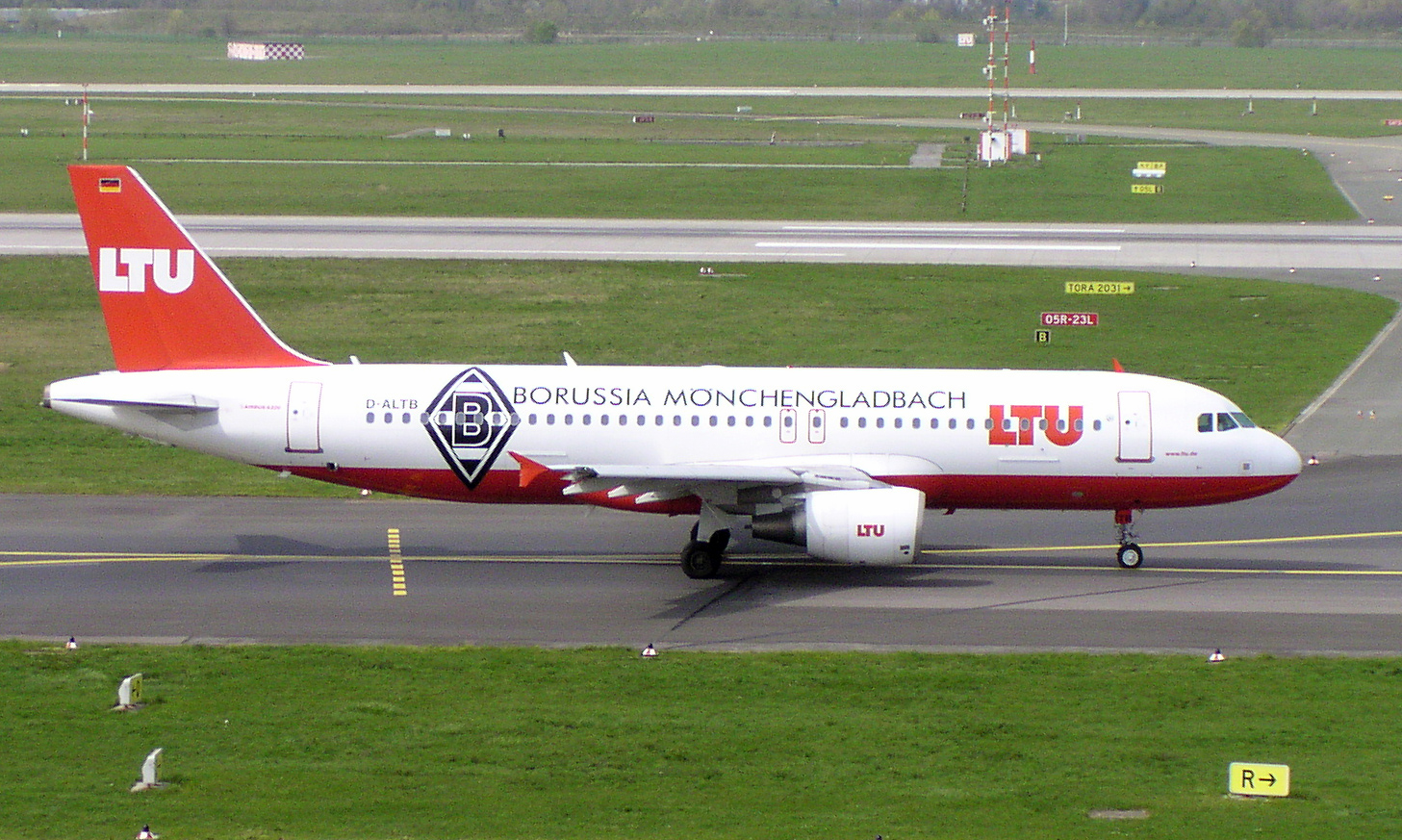
Un Airbus A320 de la LTU

LTU (code IATA : LT ; code OACI : LTU) était une compagnie aérienne allemande spécialisée dans les vols charters.
Elle a été rachetée en 2007 par Air Berlin.